# Jean Maridor
Jean Maridor (24 novembre 1920 à Graville, faubourg du Havre - 3 août 1944 à Benenden, dans le Kent, en Angleterre) est un aviateur français libre de la Seconde Guerre mondiale, mort en héros au combat au sud de Londres.

## Jeunesse et débuts de pilote
Il est le fils de Pierre Maridor et de Marcelle Saysset. Passionné d'aviation dès son plus jeune âge, issu d'un milieu modeste, n'ayant pas fait d'études supérieures, ses parents, qui possédaient une petite épicerie, le mettent en apprentissage chez un coiffeur. Le jeune Jean savait qu'il n'en ferait pas sa vie. Il assiste à un meeting d'aviation au Havre et c'est pour lui un coup de foudre. Tout en continuant à travailler au salon de coiffure, il prend des cours de pilotage dans un aéro-club local. C'est ainsi qu'à peine âgé de 16 ans il obtint le brevet « B » et deux années plus tard le brevet « A ». Il devient ainsi le plus jeune pilote titulaire d'un brevet aérien. 
En mai 1939, il rejoint l'Armée de l'air à la base d'Istres. Il est le seul non bachelier à être intégré[réf. nécessaire]. Puis il se rend à Angers-Avrillé, à l'éphémère école d'aviation, où il est surnommé “le petit gars des vrilles”[réf. nécessaire]. Major de sa promotion, il obtient les « ailes » de pilote militaire à la fin de septembre de la même année. Il entreprit alors à la base aérienne-école d'Étampes une formation en Dewoitine D.520, en mars 1940. Lorsqu'il put rejoindre une unité de combat[réf. nécessaire], en juin 1940, comme caporal-chef-pilote, il reçut l'ordre, 48 heures après son arrivée, de détruire son appareil par le feu[réf. nécessaire], pour cause d'armistice. Il décida alors de rejoindre la Grande-Bretagne, s'embarquant avec le SS Arandora Star en partance de Saint-Jean-de-Luz (son école s'était repliée à Saubrigues dans les Landes) chargé de troupes polonaises dont le Havrais porte l'uniforme[réf. nécessaire] afin de se fondre discrètement dans la masse.

## Carrière dans la RAF
Après s'être engagé dans les Forces aériennes françaises libres et avoir suivi l'entraînement aérien du centre de formation de la RAF de Sutton Bridge, il est promu sergent le 1er octobre 1940 puis muté au 615 Squadron où, volant en Hurricane II, il obtint une première victoire aérienne, le 14 octobre 1941 : un He.59, abattu en coopération avec un autre pilote près d'Ostende[réf. nécessaire].
Le 15 décembre 1941 il est promu au premier grade d'officier : Pilot Officer (sous-lieutenant). En février 1942, il rejoint le 91 Squadron, équipé de Supermarine Spitfire. Il se spécialise dans l'attaque de navires ennemis, tout en participant à de nombreux combats aériens au cours desquels il est crédité de plusieurs victoires homologuées. 
Le 25 mai 1943, il fait échouer un assaut de douze chasseurs-bombardiers Focke-Wulf 190 contre la ville de Folkestone. Il en abat deux, et contraint les autres à larguer leurs bombes de 500 kilos en mer, pour se battre. Lorsqu'il est rejoint par d'autres Spitfire, l'ennemi rompt le combat et regagne sa base[réf. nécessaire]. Il est promu capitaine le 15 juin 1943.
En janvier 1944, il est au repos, comme instructeur.
À partir de juin 1944, il se consacra à la destruction en vol des V1. Son palmarès compte six bombes volantes et demi, en collaboration avec des Tempest[réf. nécessaire].
Le 3 août 1944, au cours d'une de ces patrouilles aériennes, le capitaine Jean Maridor aperçoit un V1 qui se dirige droit vers l'hôpital militaire, installé dans l'école de Benenden. Il vole en formation avec le V1, juste à côté de lui, et amorce la technique classique et risquée, consistant à placer une aile de l'avion sous celle du V1 afin de le dévier vers le haut à l'aide du coussin d'air ainsi créé entre les deux appareils. Cette méthode déréglait le gyrocompas dirigeant l'engin, celui-ci finissant par chuter. Hélas, voyant que la bombe volante poursuivait sa trajectoire fatale vers l'hôpital, le Normand se positionne alors à pleine vitesse à seulement une centaine de mètres derrière le V1, pour le mitrailler à bout portant. Cette distance trop courte ne laisse aucune marge de dégagement lors de l'explosion de l'engin. La déflagration projette la tuyère du V1 vers le Spitfire, lui arrachant une aile. L'avion part aussitôt en vrille pour s'écraser dans le jardin de l'hôpital qu'il vient de sauver. Jean Maridor sacrifie ainsi sa vie en détruisant sa sixième bombe volante[réf. nécessaire]. 
Au sol, des Anglais se précipitent pour extraire le pilote : il était malheureusement mort. Ils sont fort étonnés de s'apercevoir que le pilote qui leur avait épargné une catastrophe est un Français[réf. nécessaire]. 
Jean Maridor devait se marier en Angleterre le 10 août, une semaine plus tard avec sa fiancée, Jean Lambourn, une volontaire britannique de la WRAF. 
Sa dépouille est inhumée près de Londres et rapatriée en France en 1948. Les funérailles sont organisées au Havre le 19 décembre 1948. Il y est inhumé au cimetière Sainte-Marie.

## Palmarès
Jean Maridor est crédité de quatre victoires homologuées : trois individuelles et une en coopération, ainsi que de deux victoires probables et de trois appareils endommagés[réf. nécessaire].
À ces succès s'ajoutent vingt navires coulés et six bombes volantes V1 et demi, en collaboration[réf. nécessaire].

## Décorations
- Commandeur de la Légion d'honneur
- Compagnon de la Libération  (Décret du 8 mai 1943)
- Croix de guerre 1939–1945 avec 8 palmes
- Médaille de la Résistance française[17]
- MRF
- Distinguished Flying Cross and bar (GB)
- 1939-45 Star  (GB)[17]
- Croix de guerre 1939-1945 (Tchécoslovaquie)[17]

## Postérité
Jean Maridor a laissé son nom à :

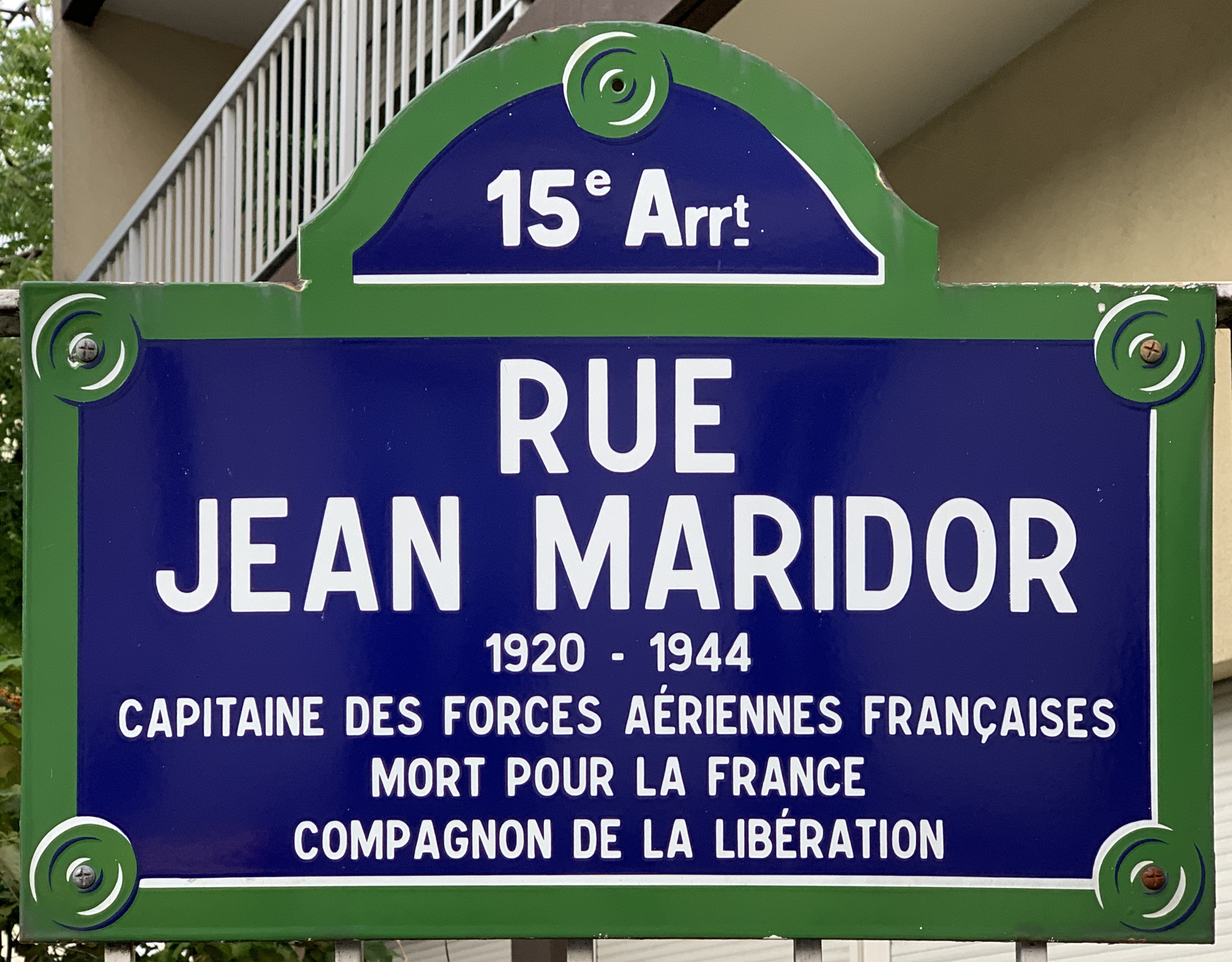
Plaque de la rue Jean-Maridor à Paris 15e.

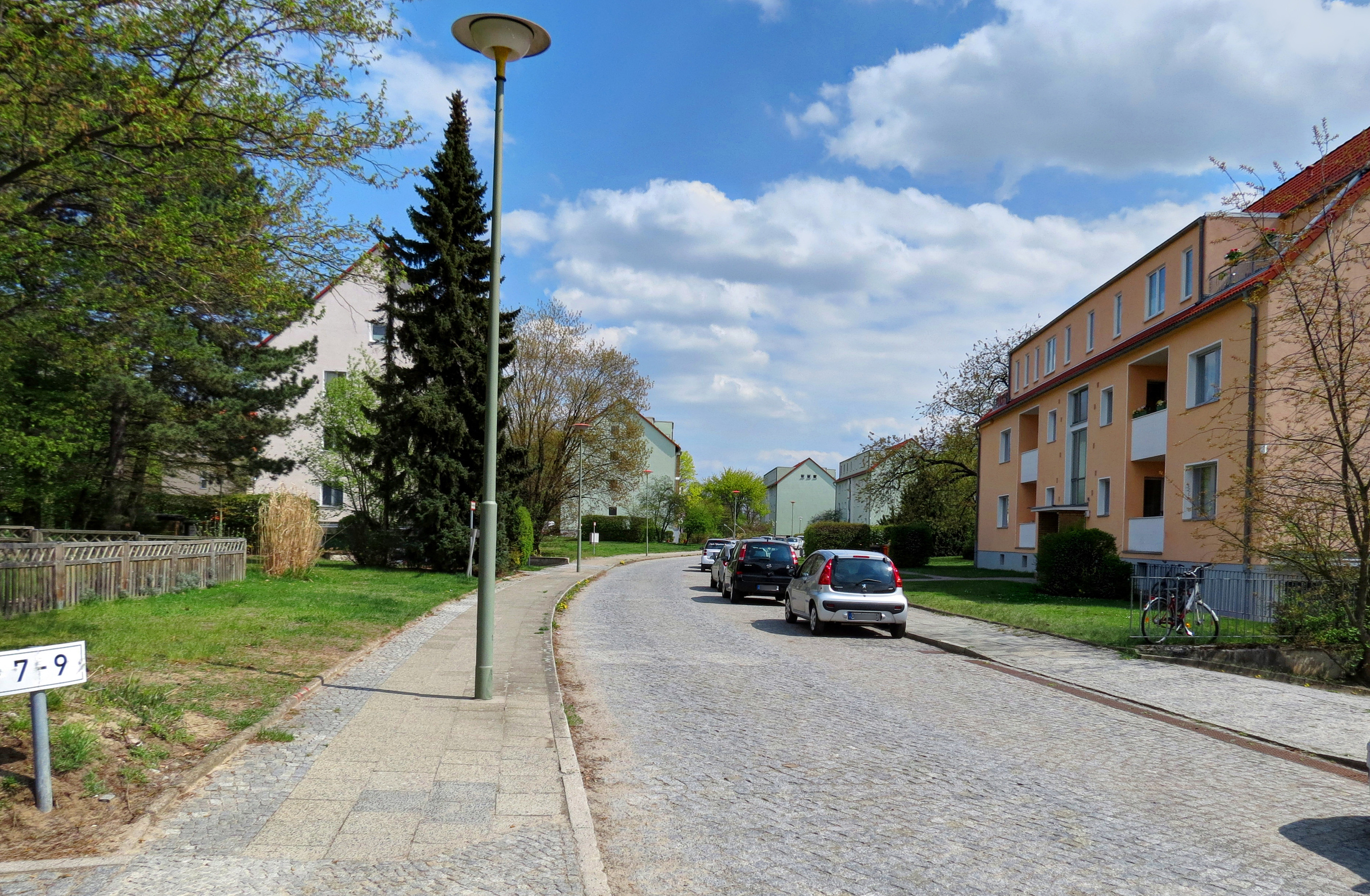
La rue Jean-Maridor à Berlin.

- des rues au Havre, à Notre-Dame-de-Gravenchon, à Paris dans le 15e arrondissement et à Berlin dans le quartier Reinickendorf ;
- une école primaire au Havre[18],[19] ;
- une salle de gymnase et une salle polyvalente à Notre-Dame-de-Gravenchon ;
- un gymnase au Havre ;
- l'aéroclub du Havre[20] ;
- la promotion 1954 de l'École militaire de l'air de Salon-de-Provence[21] ;
- un escadron de l’École de chasse « Christian Martell » de Meknès puis de Tours (le 1er escadron d'instruction en vol de 1953 à 1962 puis le 6e escadron de contrôle et de standardisation à partir de 1962), qui vole sur Alpha Jet[22] ;
- la caserne de gendarmerie mobile de Mont-de-Marsan.